# Piotrkowice (powiat kozienicki)
Piotrkowice – wieś sołecka w Polsce położona w województwie mazowieckim, w powiecie kozienickim, w gminie Kozienice.
W latach 1975–1998 miejscowość należała administracyjnie do województwa radomskiego.
Wierni kościoła rzymskokatolickiego należą do parafii św. Jakuba Apostoła w Świerżach Górnych.